# Palácio Penafiel

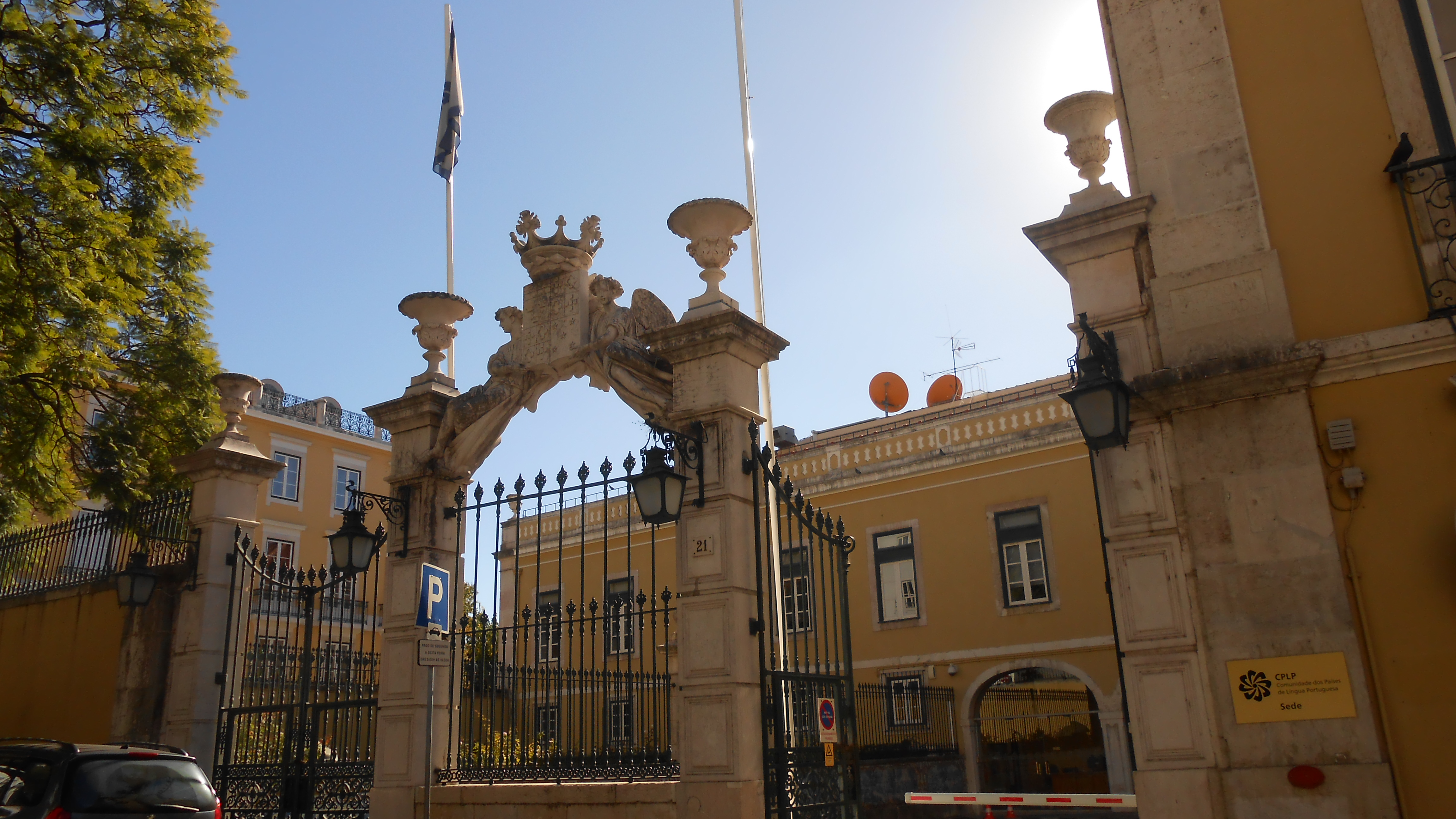

O Palácio do Correio-Mor, Palácio dos Condes de Penafiel ou simplesmente Palácio Penafiel é um palácio situado na freguesia de Santa Maria Maior (antiga freguesia da Madalena), em Lisboa, no quarteirão delimitado pelas Ruas de São Mamede e das Pedras Negras, Travessa do Almada, Calçada do Correio Velho e pelo Largo do Correio Mor, através do qual se acede ao edifício.

## História
O palácio deve o seu nome ao facto de nele se ter instalado o "Correio-mor" ou "Correio Geral do Reino", aquando da sua criação em 1520 por D. Manuel I e confirmação por D. João III.
O palácio foi construído na primeira metade do século XVII sobre os restos do "Palácio do Correio Superior", o oficial cortês responsável pelas comunicações dentro do reino.
Tendo este cargo sido extinto em 1797 e incorporado na Coroa em 1799 (no reinado de D. Maria I), o 8º e último Correio-Mor, Manuel José da Mata de Sousa Coutinho, recebeu o título de Conde de Penafiel em Dezembro de 1798 como compensação. É deste título que o palácio deriva o segundo nome pelo qual é conhecido.
Foi também a partir desta época que os Condes de Penafiel passam a investir em obras de melhoramento e ampliação do palácio original, tendo uma as primeiras sido levadas a cabo pelo 1º Conde e pelo seu genro, António José de Sousa Gomes, um diplomata brasileiro que se tornaria o 2º Conde e 1º Marquês de Penafiel.
De 1865 a 1873 o palácio representou um dos principais centros da vida social lisboeta, tendo este período dourado terminado em 1875 quando os Condes de Penafiel se mudam para Paris, vendendo o valioso recheio do palácio.
Em 1904 instalou-se no edifício a Legação de Espanha, porém logo em 1919 o imóvel seria adquirido pelo Estado Português ao 3º Conde e 2º Marquês de Penafiel, Manuel António da Serra Freire Gomes da Mata Sousa Coutinho, para aí instalar gabinetes ministeriais, assim como o Ministério das Obras Públicas.

## Uso atual
Actualmente funciona como sede da Comunidade dos Países de Língua Portuguesa.